# 合浦古墓群
合浦古墓群，位于中国广西壮族自治区合浦县环城公社廉南、廉东、冲口、塘排、禁山大队，为一个省级文物保护单位，类型为古墓群，为第二批广西壮族自治区文物保护单位，公布时间为1981年8月25日。
合浦古墓群的历史年代为汉。